# الضحاك بن حارثة
الضحاك بن حارثة صحابي من الأنصار، شهد بيعة العقبة الثانية، وشهد غزوة بدر.

## سيرته
هو الضّحّاك بن حارثة بن زيد بن حارثة بن ثعلبة بن عُبيد بن عديّ بن غَنْم بن كعب بن سلمة الأنصاريّ السّلميّ الخزرجي، أمّه هند بنت مالك بن عامر بن بياضة، وَكان للضحّاك من الولد يزيد وأمّه أمامة بنت محرّث بن زيد بن ثعلبة بن عبيد من بني سلمة. وقد انقرض عقبه، ولا تعرف له رواية، شهد بيعة العقبة الثانية في السبعين من الأنصار، وشهد غزوة بدر.